# Elecciones al Parlamento de Andalucía de 1982
Las Elecciones al Parlamento de Andalucía de 1982 tuvieron lugar el domingo 23 de mayo de ese año, y habrían de inaugurar la I legislatura andaluza.
Estas fueron las primeras elecciones autonómicas de España que se celebraron en una comunidad que no había tenido estatuto autonómico o proyecto del mismo antes del franquismo, pues Andalucía consiguió su autonomía a través de la «vía rápida» definida en el artículo 151 de la Constitución.
Los andaluces apoyaron de forma mayoritaria a los partidos de izquierdas, que a partir de las elecciones municipales de 1979 habían promovido el acceso inmediato al autogobierno, por primera vez en la historia, de una Andalucía unida de ocho provincias, lanzando la iniciativa de la «vía rápida» desde ayuntamientos y diputaciones. Esto contrastaba con la opinión de las derechas, contrarias en principio a que una nueva región, no considerada como parte de las «nacionalidades históricas», se incorporase a la autonomía. Estas fuerzas eran proclives a que Andalucía accediera a la autonomía mediante la vía común establecida en la Constitución para el resto de regiones, y de hacerlo, lo fuese dividida en dos comunidades autónomas, como puede verse en la expresión de «las dos Andalucías». La idea de una sola Andalucía, unida y autónoma, era una opción no deseada por las derechas, pues supondría que una nueva institución gobernando una región con un gran peso demográfico y político caería inmediatamente en manos de la izquierda, precursora del proceso. UCD hablaba de un «nuevo centralismo», refiriéndose a que una región que suponía el 20% de la población española fuese a ser gobernada desde Sevilla.
El 12 de abril de 1982 el partido Unidad Andaluza —fundado por Manuel Clavero en diciembre de 1980 tras su salida del Ministerio de Cultura y de UCD por su apoyo al proceso autonomista andaluz— decidió no presentarse a estas elecciones debido a la falta de financiamiento.
La victoria absoluta del PSOE, que obtuvo 35 puntos más que el segundo partido más votado, AP, fueron un avance de lo que ocurriría a nivel nacional el 28 de octubre de ese mismo año en las elecciones generales.

## Resultados
Resultados globales:
- Presidente: Rafael Escuredo Rodríguez (1982-1984) 
 José Rodríguez de la Borbolla (1984-1986)
- Gobierno: PSOE
- Censo: 4.342.408
- Votantes: 2.874.121 (66,2%)
- Abstención: 1.468.287 (33,8%)
- Válidos: 2.849.177
- A candidatura: 2.839.927 (99,7%)
- Escaños: 109

### Resultados por candidatura

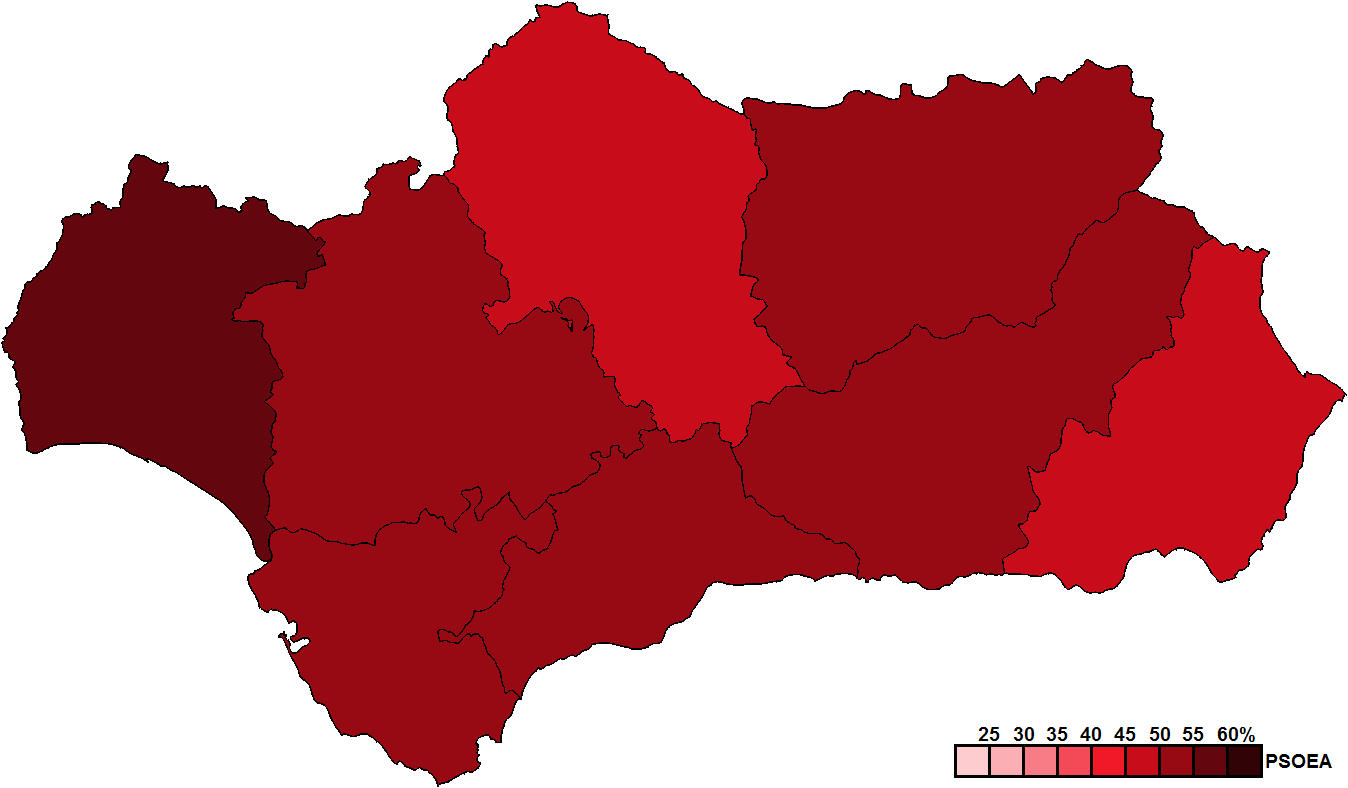
Resultados por provincia.

| Partido                                                              | Candidato                | Votos     | %     | Escaños |
| -------------------------------------------------------------------- | ------------------------ | --------- | ----- | ------- |
| Partido Socialista Obrero Español de Andalucía (PSOE-A)              | Rafael Escuredo          | 1.498.619 | 52,77 | 66      |
| Federación de Partidos Alianza Popular (AP)                          | Antonio Hernández Mancha | 484.474   | 17,06 | 17      |
| Unión de Centro Democrático (UCD)                                    | Luis Merino              | 371.154   | 13,07 | 15      |
| Partido Comunista de Andalucía-Partido Comunista de España (PCA-PCE) | Felipe Alcaraz           | 243.344   | 8,57  | 8       |
| Partido Socialista de Andalucía-Partido Andaluz (PSA)                | Luis Uruñuela            | 153.709   | 5,41  | 3       |
| Asociación Política Fuerza Nueva (FN)                                | Juan Manuel Conradi      | 34.948    | 1,23  | 0       |
| Partido Socialista de los Trabajadores (PST)                         |                          | 14.600    | 0,51  | 0       |
| Unificación Comunista de España (UCE)                                |                          | 8.121     | 0,29  | 0       |
| Partido Comunista Obrero Español (PCOE)                              |                          | 7.891     | 0,28  | 0       |
| Movimiento Comunista de Andalucía (MCA)                              |                          | 6.681     | 0,24  | 0       |
| Falange Española de las JONS (FE JONS)                               |                          | 3.589     | 0,13  | 0       |
| Partido Comunista de España (marxista-leninista) (PCE (m-l))         |                          | 3.587     | 0,13  | 0       |
| Movimiento Falangista de España (MFE)                                |                          | 3.163     | 0,11  | 0       |
| Candidatura Granadina de Trabajadores (CGT)                          |                          | 2.428     | 0,09  | 0       |
| Sindicalistas Independientes (SI)                                    |                          | 1.275     | 0,04  | 0       |
| Partido Socialista (PS)                                              |                          | 949       | 0,03  | 0       |
| Liga Comunista Revolucionaria (LCR)                                  |                          | 895       | 0,03  | 0       |
| Solidaridad Popular Andaluza (SPA)                                   |                          | 490       | 0,02  | 0       |
| Organización Comunista de España (OCE (BR))                          |                          | 10        | 0,00  | 0       |
| En blanco                                                            |                          | 9.327     | 0,3   | N/A     |
| Nulos                                                                |                          |           |       | N/A     |

### Votación de investidura del Presidente de la Junta
| Resultado de la votación de investidura del Presidente de la Junta de Andalucía Mayoría absoluta: 55/109 |                                                          |            |    |    |    |   |   |        |
| Candidato                                                                                                | Fecha                                                    | Voto       |    |    |    |   |   | Total  |
| Rafael Escuredo (PSOE-A)                                                                                 | 15 de julio de 1982 Mayoría requerida: Absoluta (55/109) | Sí         | 66 |    |    |   |   | 66/109 |
| Rafael Escuredo (PSOE-A)                                                                                 | 15 de julio de 1982 Mayoría requerida: Absoluta (55/109) | No         |    | 17 | 15 | 8 | 3 | 43/109 |
| Rafael Escuredo (PSOE-A)                                                                                 | 15 de julio de 1982 Mayoría requerida: Absoluta (55/109) | Abstención |    |    |    |   |   | 0/109  |
| José Rodríguez de la Borbolla (PSOE-A)                                                                   | 8 de marzo de 1984 Mayoría requerida: Absoluta (55/109)  | Sí         | 66 |    |    |   |   | 66/109 |
| José Rodríguez de la Borbolla (PSOE-A)                                                                   | 8 de marzo de 1984 Mayoría requerida: Absoluta (55/109)  | No         |    | 17 | 15 | 8 | 3 | 43/109 |
| José Rodríguez de la Borbolla (PSOE-A)                                                                   | 8 de marzo de 1984 Mayoría requerida: Absoluta (55/109)  | Abstención |    |    |    |   |   | 0/109  |